# Serica subnisa
Serica subnisa är en skalbaggsart som beskrevs av Dawson 1947. Serica subnisa ingår i släktet Serica och familjen Melolonthidae. Inga underarter finns listade i Catalogue of Life.